# Shaun Dennis
Shaun Dennis (Kirkcaldy, Escocia; 20 de diciembre de 1969-16 de mayo de 2025) fue un jugador y entrenador de fútbol escocés que jugó en la posición de defensa.

## Carrera

### Club
| Periodo   | Club                       | Apariciones | Goles |
| --------- | -------------------------- | ----------- | ----- |
| 1988–1997 | Raith Rovers FC            | 245         | 6     |
| 1997–2001 | Hibernian FC               | 64          | 4     |
| 2000      | → Raith Rovers FC (cedido) | 12          | 0     |
| 2001–2005 | Raith Rovers FC            | 99          | 5     |
| 2004      | → Brechin City FC (cedido) | 5           | 0     |

### Selección nacional
Dennis jugó un partido con Escocia Sub-21 en una ocasión, en la victoria de visita por 3–0 sobre Suiza en Bulle el 10 de septiembre de 1991.

### Entrenador
Fue entrenador interino del Raith Rovers FC en septiembre de 2004 cuando Claude Anelka fue despedido de su cargo.

## Logros

### Club
- Scottish League Cup: 1994–95[4]
- Scottish League First Division: 1992–93, 1994–95[4]
- Scottish League Second Division: 2002-03

### Individual
- Miembro del Salón de la Fama del Raith Rovers.[4]